# タンピコ (イリノイ州)
タンピコ (Tampico) は、アメリカ合衆国イリノイ州ホワイトサイド郡に位置する村である。2010年の国勢調査の時点で、村の総人口は790人で、2000年の国勢調査の772人から増加している。

## 歴史
タンピコ村は1861年に設立された。1871年には、鉄道運行を開始したものの、80年代初頭に撤去された。

第33代カリフォルニア州知事、第40代アメリカ合衆国大統領を歴任したロナルド・レーガンは同地の出身である。

## 地理
タンピコは、北緯41度37分50秒 西経89度47分07秒 / 北緯41.63056度 西経89.78528度にある。

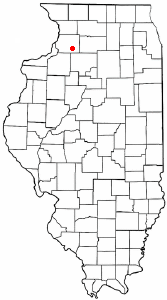
イリノイ州内での位置

アメリカ合衆国統計局によると、この村の総面積は1.01 km 2（0.39平方マイル）で、すべてが陸地である。

## 人口動静
世帯数は292世帯、33.2％は18歳未満の子供が同居、57.2％は夫婦同居、9.2％は夫のいない女性世帯主、29.5％は非家族であった。世帯の24.7％が1人で、13.0％が65歳以上の1人でした。1世帯あたりの平均人数は2.64人であり、家庭の場合は3.10人である。